# Josef Steindl
Josef Steindl (geboren 14. April 1912 in Wien, Österreich-Ungarn; gestorben 7. März 1993 in Wien) war ein österreichischer Wirtschaftswissenschaftler.

## Leben
Josef Steindl studierte Wirtschaftswissenschaften unter dem Einfluss der Österreichischen Schule. Nach dem „Anschluss Österreichs“ emigrierte er nach Großbritannien und wurde ein Anhänger Michał Kaleckis.
Im Jahr 1950 kehrte er nach Österreich zurück und war bis 1978 unter anderem beim WIFO tätig. Er wurde am Friedhof der Feuerhalle Simmering bestattet (Gruppe E14, Nr. 119).

## Publikationen
- Economic Papers 1941-88 (1990), London: Macmillan
- Maturity and Stagnation in American Capitalism (1952), Oxford: Blackwell (2nd ed. New York: Monthly Review Press 1976)
- Random Processes and the Growth of Firms (1965), London: Charles Griffin
- Small and Big Business: Economic Problems of the Size of Firms (1945), Oxford: Blackwell